# Inglese giamaicano
L'inglese giamaicano (in inglese Jamaican English) è un dialetto della lingua inglese parlato in Giamaica.
Non va confuso con quello che i linguisti chiamano creolo giamaicano, e neanche con il vocabolario e l'approccio linguistico del movimento Rastafari.

## Grammatica
L'inglese giamaicano è grammaticalmente simile all'inglese britannico. Tuttavia, a causa della vicinanza con gli Stati Uniti, e della diffusione della cultura americana attraverso film, televisione e musica, l'influenza dell'inglese americano si fa sempre più sentire. Come risultato si ha che strutture come "I don't have" o "you don't need" sono universalmente preferite a "I haven't got" o "you needn't".

## Il linguaggio rasta
Nella lingua creola giamaicana, la prima persona singolare è espressa col pronome me. I Rasta concepiscono questo pronome come un'espressione di servilismo, di conseguenza il pronome I, "io", acquista un'importanza morale e viene utilizzato in modo curioso.
- Nel riflessivo si usa I self e I'n'I self.
- Il pronome, essendo scritto come il numerale romano I, diventa anche richiamo di Selassie I.
- Alcune parole, dette I-words, usano il pronome I in sostituzione di fonemi assonanti: abbiamo quindi I-vine per "divine", divino, I-ssembly per "assembly", assemblea. In tal modo, anche Rastafar-I. Nel caso in cui segua una vocale, la I viene sostituita con una Y: Yife per "life", vita.